# Maria Corti
Maria Corti (Milano, 7 settembre 1915 – Milano, 23 febbraio 2002) è stata una filologa, critica letteraria, scrittrice e semiologa italiana.

## Biografia
Nacque a Milano nel 1915 da Emilio Corti, un ingegnere, e Celestina Goldoni, una pianista. Dopo la morte prematura della madre, avvenuta quando aveva dieci anni, visse la sua adolescenza prevalentemente in collegio, mentre il padre lavorava in Puglia. Nonostante la situazione, trascorse una giovinezza relativamente serena. Durante le vacanze estive raggiungeva il padre a Maglie (Lecce), frequentando Otranto ed altre località del Salento, cui restò affezionata tutta la vita tornandovi pressoché ogni estate. S'iscrisse poi all'Università degli Studi di Milano e conseguì due lauree: la prima in Lettere, con una tesi sul latino medievale (Studi sulla latinità merovingia, relatore Benvenuto Terracini), la seconda in Filosofia su Afrikan Špir (relatore Antonio Banfi). Mossa da ragioni economiche e anche dalla sua passione per l'insegnamento, cominciò a lavorare come insegnante di scuola media, prima a Chiari, in provincia di Brescia, poi a Como, infine a Milano. Contemporaneamente, svolgeva all'Università degli Studi di Pavia un incarico di assistente; i continui spostamenti tra le varie sedi di lavoro misero a dura prova il suo fisico minuto. 
Nonostante tutto riuscì a superare le difficoltà e i disagi dei primi tempi, grazie al suo carattere e alla sua volontà ferrea. Nel suo primo romanzo Il treno della pazienza (pubblicato molto tardi e rimaneggiato nel 1991 con diverso titolo: Cantare nel buio), descrive con un linguaggio piano e sommesso ma di grande impatto sociale i suoi continui viaggi da pendolare in terza classe, con gli operai. Alla fine della Seconda guerra mondiale, dopo una partecipazione attiva alla Resistenza col gruppo di allievi del suo maestro Antonio Banfi, Maria Corti si dedicò con entusiasmo alla carriera universitaria, spinta dallo stesso Terracini (ritornato dall'Argentina dove era espatriato in seguito alle leggi razziali del 1938) ed ebbe l'insegnamento di Storia della lingua italiana all'Università del Salento e, in seguito, all'Università di Pavia, destinata a restare per sempre la sua sede universitaria. Dal 1975 al 1978 insegnò all'Università di Ginevra, che le concesse il dottorato honoris causa nel 1978.
Con alcuni colleghi dell'ateneo di Pavia (Cesare Segre, d'Arco Silvio Avalle, Dante Isella), contribuì a fondare una scuola di studi letterari particolarmente innovativa, denominata Scuola di Pavia, legata alla tradizione filologica ma anche ai nuovi studi semiotici e allo strutturalismo. Maria Corti fondò nel 1973 il Fondo Manoscritti di autori moderni e contemporanei, nell'incredulità del corpo docente e dei collaboratori, sostenuta solo dalla sua grande volontà e dalla sua sagacia nel reperire i fondi (racconta queste vicissitudini nel libro Ombre dal Fondo, 1997), affiancato e gestito dal 1980 dal Centro per gli studi sulla tradizione manoscritta di autori moderni e contemporanei.
Si dedicò in particolare allo studio della letteratura italiana contemporanea, proponendo un modello di studi con l'edizione critica dell'opera di Beppe Fenoglio (1978). Sono suoi alcuni importanti contributi teorici sulla semiotica letteraria: si ricordano in particolare Nuovi metodi e fantasmi (Bompiani 2001), Principi della comunicazione letteraria (Bompiani 1998) e Per una enciclopedia della comunicazione letteraria (Bompiani 1986).
Tra i romanzi viene ricordato in particolare L'ora di tutti, ambientato a Otranto, col quale vince il premio Crotone nel 1963; contemporaneamente non trascura la sua grande passione per la storia medievale con i suoi saggi su Cavalcanti, Dante, l'aristotelismo latino e l'influsso della cultura araba (Dante a un nuovo crocevia 1981; Percorsi dell'invenzione 1993; La felicità mentale 1983). La Corti non solo si dedicò all'insegnamento, ma per la scuola scrisse diversi libri di testo: fra gli altri, l'innovativa grammatica Una lingua per tutti (1978), che elaborò con alcuni giovani collaboratori; non va poi dimenticato che nel suo dinamismo culturale: fu un'accademica della Crusca, fondò e diresse riviste come "Strumenti critici", "Autografo" e "Alfabeta", collaborando anche ad altre quali "Il cavallo di Troia", "L'Albero" (1949-1954, salentina), "Paragone", "Uomini e libri", "Nuova Antologia", "Nuovi Argomenti", "L'immaginazione" e ai quotidiani Il Giorno (dal 1965 al 1979) e la Repubblica (dal 1980 al 2002).
Ricevette alcuni premi: nel 1989 il Premio Flaiano, l'Ambrogino d'oro e il premio speciale per la letteratura della Presidenza del Consiglio, nel 1991 il Premio Dessì per la narrativa, nel 1999 il premio Ministro dei Beni culturali dall'Accademia dei Lincei e, nello stesso anno, il Premio Campiello alla carriera.
Come curatele, presentazioni e edizioni critiche si è occupata anche di Pietro Jacopo De Jennaro, Vincenzo Monti, Jacopo Sannazaro, dell'anonima Vita di san Petronio, di Benvenuto Terracini, Hans Memling, Beppe Fenoglio (di cui ha curato le opere presso Einaudi), Giacomo Leopardi (in particolare dei testi giovanili), Antonio Porta, Bonvesin de la Riva, Elio Vittorini (di cui ha curato le opere ne I Meridiani), Eugenio Montale (gli autografi), Pier Massimo Forni, Nico Orengo, Giulio Angioni, Sandro Sinigaglia, Sibilla Aleramo, Daniello Bartoli, Lucio Mastronardi, Antonia Pozzi, Giovanni Faldella, Fabio Pusterla, Ennio Flaiano (di cui ha curato le opere presso Bompiani con la collega Anna Longoni), Luigi Meneghello, Romano Bilenchi, Giorgio Manganelli, Gesualdo Bufalino (di cui ha curato le opere presso Bompiani con Francesca Caputo), Jurij Lotman, Cesare Angelini, Carlo Levi, Alda Merini (di cui fu intima amica), Salvatore Toma, Carlo Emilio Gadda, delle antologie in volume delle riviste L'albero e Alfabeta, di letteratura milanese, linguaggio pubblicitario, canzone d'autore, poesia albanese e, magistralmente, di Guido Cavalcanti e Dante Alighieri.
Nel 1996 la Corti fu una dei periti che intervennero a dirimere la querelle giudiziaria Tamaro-Luttazzi. Susanna Tamaro accusava Daniele Luttazzi di plagio per aver scritto Va' dove ti porta il clito. Maria Corti difese le ragioni di Luttazzi: "Dal punto di vista della storia dei Generi Letterari si può "scientificamente" affermare che il libro di Daniele Luttazzi è "una chiara parodia del libro di Susanna Tamaro", perché "si ha una parodia quando i segni positivi di un testo vengono trasformati in segni negativi in un altro testo, e viceversa". Luttazzi vinse la causa.
All'inizio del 2002 ancora attiva e lucida venne ricoverata all'Ospedale San Paolo di Milano in seguito a una crisi respiratoria, e il 23 febbraio morì; la salma venne tumulata nella tomba di famiglia a Pellio Intelvi il 25 febbraio. Il suo archivio e la sua biblioteca sono conservati presso la Fondazione Maria Corti dell’Università di Pavia. Dal 2022 si svolge a Otranto il Festival Maria Corti, rassegna letteraria a lei dedicata.

## Opere principali

### Narrativa
- L'ora di tutti, Milano, Feltrinelli 1962; Garzanti 1971; Feltrinelli 1977; Bompiani 1989; con un saggio di Oreste Macrì, ivi 1996 ISBN 8845216888 ISBN 8845246353 ISBN 9788845246357
- Il ballo dei sapienti, Milano, Mondadori 1966
- Cantare nel buio, Brescia, Farfengo 1981, nota introduttiva di Lento Goffi; Milano, Bompiani 1991, introduzione di Stefano Agosti ISBN 8845216802 ISBN 8845229955
- Voci del nord-est. Taccuino americano, Milano, Bompiani 1986 ISBN 8845210367
- Il canto delle sirene, Milano, Bompiani 1989, prefazione di Cesare Segre ISBN 8845213536 ISBN 8845219097 ISBN 8845240363 ISBN 8845249921
- Otranto allo specchio, Milano, All'insegna del pesce d'oro 1990 ISBN 8844411628
- Catasto magico, Torino, Einaudi 1999; Noũs, 2023 ISBN 8806151215 ISBN 9791280383075
- Storie, Lecce, Manni 2000, prefazione di Romano Luperini ISBN 8881761572
- Le pietre verbali, Torino, Einaudi 2001; Milano, Bompiani 2018, ISBN 9788845298783
- La leggenda di domani, Lecce, Manni 2007, premessa di Cesare Segre, postfazione di Anna Longoni (postumo) ISBN 9788881768714

### Saggistica
- Studi sulla latinità merovingia in testi agiografici minori, Messina, Principato, 1939
- Studi sulla sintassi della lingua poetica avanti lo Stilnovo, Firenze, Olschki 1953; poi in La lingua poetica avanti lo Stilnovo. Studi sul lessico e sulla sintassi, a cura di Giancarlo Breschi e Angelo Stella, Firenze, Galluzzo 2005 ISBN 8884501423
- Metodi e fantasmi, Milano, Feltrinelli 1969, nuova ed. ampliata come Nuovi metodi e fantasmi, 1997 ISBN 8807103176
- I metodi attuali della critica in Italia (in coll. con Cesare Segre), Torino, ERI, 1970
- Entro dipinta gabbia - Tutti gli scritti inediti, rari e editi 1809-1810 di Giacomo Leopardi, Milano, Bompiani, 1972
- Princìpi della comunicazione letteraria, Milano, Bompiani 1976, nuova ed. come Per una enciclopedia della comunicazione letteraria, 1997 ISBN 8845230953 ISBN 8845230961
- II viaggio testuale. Le ideologie e le strutture semiotiche, Torino, Einaudi 1978 e 1991 ISBN 8806300806
- Beppe Fenoglio. Storia di un «continuum» narrativo, Padova, Liviana 1978
- Una lingua di tutti. Pratica, storia e grammatica della lingua italiana, con Emilio Manzotti e Flavia Ravazzoli, Firenze, Le Monnier 1979 ISBN 880031130X
- Dante a un nuovo crocevia, Firenze, Sansoni-Le Lettere 1981
- La felicità mentale. Nuove prospettive per Cavalcanti e Dante, Torino, Einaudi 1983 ISBN 8806056298 ISBN 8806562916
- Per filo e per segno: grammatica italiana per il biennio (con Claudia Caffi), Milano, Bompiani, 1989 ISBN 8845028321
- Storia della lingua italiana e storia dei testi (con una bibliografia a cura di Rossana Saccani), Milano-Napoli, Ricciardi, 1989
- Percorsi dell'invenzione. Il linguaggio poetico e Dante, Torino, Einaudi 1993 ISBN 8806121405
- Ombre dal fondo, Torino, Einaudi 1997 ISBN 8806143174
- Dialogo in pubblico, intervista di Cristina Nesi, Milano, Rizzoli 1995; Bompiani 2001, con bibliografia ISBN 8817844381 ISBN 8845257185
- Un ponte tra latino e italiano con presentazione di Angelo Stella, Novara, Interlinea edizioni, 2002 ISBN 9788882123505
- Scritti su Cavalcanti e Dante, Torino, Einaudi 2003: contiene La felicità mentale e Percorsi dell'invenzione ISBN 8806158988
- Un ponte tra latino e italiano, Novara, Interlinea 2003 ISBN 8882123502